# Калоула коричнева
Калоула коричнева (Kaloula baleata) — вид земноводних з роду Калоула родини Карликові райки.

## Опис
Загальна довжина досягає 6—6,5 см. Спостерігається статевий диморфізм: самиці більші за самців. Голова широка. Очі опуклі. Очні дуги підняті. Тулуб пухкий. Шкіра горбиста. Задні лапи короткі з сильно розвиненим внутрішнім п'ятковим бугром. На передніх лапах є присоски, на задніх кінцівках присутні перетинки.
Забарвлення темно-коричневе з цегляно-червоними плямами на плечах і в основі задніх кінцівок. Горбики на шкірі білуваті.

## Спосіб життя
Полюбляє тропічні ліси, трапляється у сільських садибах, приміських районах. Зустрічається на висоті до 800–1000 м над рівнем моря. Здатна швидко та вправно закопуватися у ґрунт. Пересувається невеличкими стрибками. Добре лазить по деревам й чагарникам. Вдень ховається під камінням або серед гілля. Активна вночі. Живиться переважно термітами. У разі небезпеки здатна сильно надуватися.
Розмноження відбувається у сезон дощів. Самиці відкладає яйця у стоячу водойму. Метаморфоза пуголовок триває 2 тижні.

## Розповсюдження
Мешкає у Таїланді, Малайзії, Індонезії, Східному Тиморі, на Філіппінах.